# Grammos (Berg)
Grammos (griechisch Γράμμος oder Γράμος Gramos, albanisch Gramoz resp. Gramozi) ist ein zum Pindosgebirge gehöriges Bergmassiv auf der Grenze zwischen Albanien und Griechenland. Südwestlich liegt der Regionalbezirk Ioannina der Region Epirus, südöstlich der zu Westmakedonien gehörige Regionalbezirk Kastoria. Nördlich des Bergmassivs liegt auf der albanischen Seite der Kreis Kolonja. Die höchste Erhebung des Grammos-Massivs auf der albanisch-griechischen Grenze wird in Albanien Maja e Çukapeçit bezeichnet. Ihre Höhe wird mit 2520 m, auf albanischen Karten mit 2523,4 m ü. A. angegeben. 
An das Massiv schließt sich im Süden beinahe nahtlos der Voio an, so dass er gelegentlich als Teil Massivs betrachtet wird. Die Fortsetzung des Höhenzugs im Norden bildet das Morava-Gebirge. 
Das Grammos-Massiv ist dicht mit vor allem Pinien bewaldet. In den größeren Höhenlagen dominiert steppenartige Vegetation.
Die Nationalstraße 20 von Ioannina über Konitsa nach Kozani passiert den Grammos im Süden von Südwest nach Ost. Hierbei passiert die Nationalstraße 20 den Pass Epano Arena, welcher über den südöstlichen Ausläufer Arenes führt.
Der Grammos war – auch aufgrund seiner Grenzlage zu Albanien – eine Bastion der kommunistisch orientierten Rebellen im griechischen Bürgerkrieg von 1946 bis 1949. Die letzte Schlacht des griechischen Bürgerkrieges war die Operation Fackel, bei der die regulären griechischen Streitkräfte der rechtsgerichteten griechischen Regierung unter Führung des Generals Alexander Papagos mit amerikanischer Unterstützung die Rebellen der Demokratischen Armee Griechenlands 1949 besiegten und damit den griechischen Bürgerkrieg beendeten. Eine Hinterlassenschaft des Bürgerkrieges sind Minenfelder, welche trotz umfangreicher Minenräumung noch nicht vollständig beseitigt sind.
Nach dem Grammos ist der Gemeindebezirk Gramos in der Gemeinde Nestorio benannt.

## Naturschutz
Auf griechischer Seite sind 45 000 Hektar als Important Bird Area (IBA) ausgewiesen und stehen somit teilweise unter Schutz. Das Gebiet weist eine hohe Dichte an verschiedenen Greifvögeln, Falken und Eulen wie Schmutzgeier, Gänsegeier, Schlangenadler, Wespenbussard, Uhu, Steinkauz und Raufußkauz auf; auch der Steinadler ist mit etwa zwei Brutpaaren vertreten. Außerbrutzeitlich ist der Eleonorenfalke in dieser Region zu beobachten. Daneben brüten neben vielen anderen, mit alpinen Habitaten assoziierten Singvogelarten, Steinrötel, Brachpieper, Steinhuhn und sowohl Alpendohle als auch Alpenkrähe innerhalb der IBA; in einigen Feuchtgebieten und entlang der Wasserläufe kommt der Schwarzstorch vor. Einige kleinere Schutzzonen mit einem erhöhten Schutzstatus befinden sich ganz oder teilweise innerhalb der IBA. Sie beherbergen auch Säugetiere wie Braunbären, Wölfe, Wildkatze und den Karpatenluchs, eine seltene Unterart des Eurasischen Luchses. Unter der Reptilien- und Amphibienfauna fällt auf, dass in dieser Region die südlichsten Vorkommen einiger sonst nur in Mittel- und Nordeuropa verbreiteten Arten wie Kreuzotter und Kammmolch festgestellt wurden.
Die Grammos-Region ist nur dünn besiedelt und weitgehend unzugänglich. Viele der ursprünglich 34 Siedlungen sind heute verlassen oder werden nur in den Sommermonaten von wenigen Menschen bewohnt. Die Region wird vor allem durch extensive Weidewirtschaft genutzt. Störungen durch illegalen Holzeinschlag und illegale Jagd halten sich noch in Grenzen; auch der Wandertourismus ist noch kaum entwickelt.